# 부사난 응밤룽판

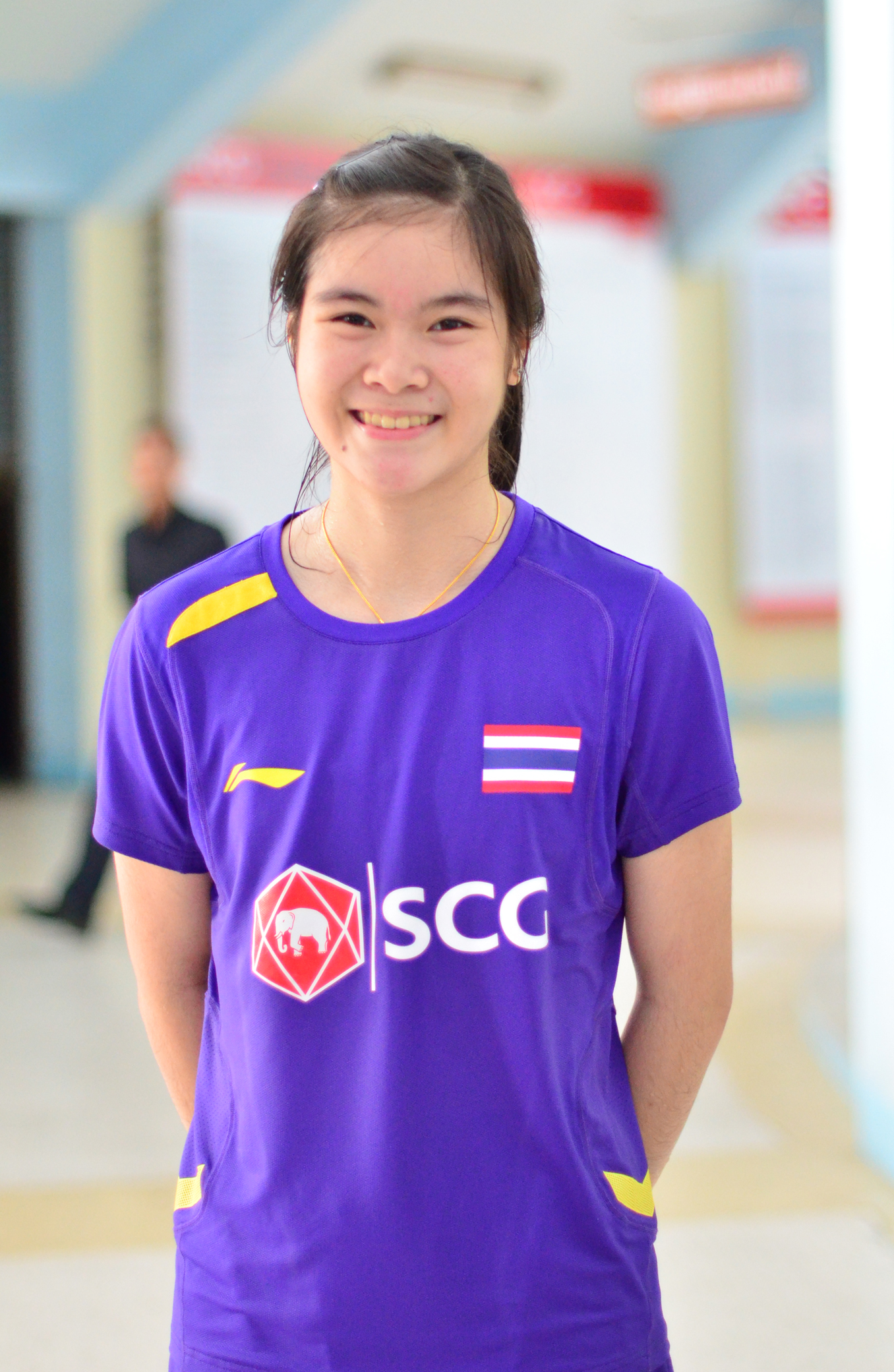

부사난 응밤룽판(태국어: บุศนันท์ อึ๊งบำรุงพันธ์, 1992년 3월 22일 ~ )은 태국의 여자 단식 배드민턴 선수이다. 논타부리주에서 태어났고, 쭐랄롱꼰 대학교를 졸업했다. 2021년 7월 기준 세계랭킹 13위이다.
그녀는 2020년 하계 올림픽 배드민턴 여자 단식 16강전에서 대한민국의 안세영과 만나 2-0으로 패했다.